# Alfonso Antonio Portillo Cabrera
Alfonso Antonio Portillo Cabrera (Zacapa, 24 de setembro de 1951) é um político guatemalteco, foi Presidente da Guatemala de 2000 a 2004.

## Biografia
Nasceu em Zacapa, município do oriente do país, no seio de uma família de classe média, mudou-se a México aos 19 anos onde realizou seus estudos universitários, graduando-se como Licenciado em Ciências Jurídicas e Sociais, na Universidade Autônoma de Guerrero e, posteriormente, obtendo um doutorado em Ciências Econômicas na Universidade Nacional Autônoma de México (UNAM). Durante a década de 1970, quando tinha 20 anos, se vinculou a organizações indígenas e de esquerda. Neste período em que esteve no México, ocorreu um incidente em que Alfonso Portillo atirou e matou dois estudantes. O próprio Portillo admitiu este incidente, e alegou ter atirado em legítima defesa.
Iniciou sua vida política filiando-se ao Partido Socialista Democrático - PSD, e em 1989 incorporou-se ao partido Democracia Cristã Guatemalteca - DCG, do qual chegou a ser secretário geral. Exerceu como diretor do Instituto Guatemalteco de Estudos Sociais e Políticos, bem como catedrático universitário de direito, política e economia em diferentes universidades da América Latina.
No ano 1995 desliga-se do DCG e posteriormente integra-se ao partido ultra-direitista Frente Republicano Guatemalteco, fundado pelo general de reserva e ex-ditador Efraín Ríos Montt. O partido foi originalmente criado para apoiar as aspirações presidenciais de Rios Montt, mas por impedimento constitucional este foi incapaz de postulá-lo. Isto tornou possível a candidatura de Portillo, que perdeu as eleições de 1995 contra Álvaro Enrique Arzú Irigoyen. Em 1999 Alfonso Portillo voltou a se candidatar, desta vez obtendo uma ampla vitória sobre o candidato oficial Óscar Berger, tomando posse em janeiro de 2000.